# Ligota (Ostrzeszów)
Pour les articles homonymes, voir Ligota.
Ligota est une localité polonaise de la gmina rurale de Kobyla Góra, située dans le powiat d'Ostrzeszów en voïvodie de Grande-Pologne. Elle se trouve à environ 12 kilomètres à l'ouest de la ville d’Ostrzeszów et 130 km au sud-est de Poznań, la capitale régionale. 

## Géographie

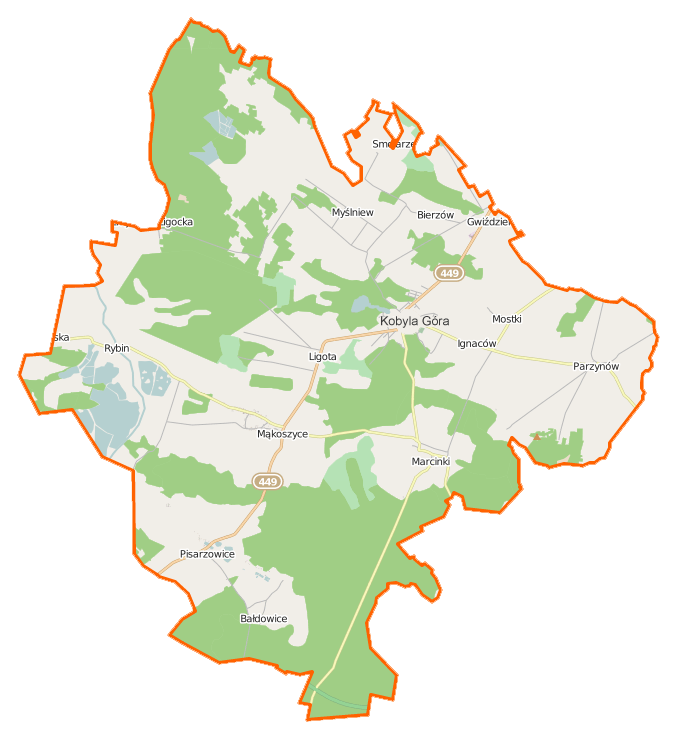
Carte de la gmina de Kobyla Góra.